# Предсједник Црне Горе
Предсједник Црне Горе је шеф државе Црне Горе. Предсједнички мандат траје 5 година. Сваки предсједник може да има максимално два мандата, бира се на непосредним изборима и тајним гласањем. У случају ратног стања мандат предсједника Црне Горе ће бити продужен за онолико дуго колико ратно стање постоји.
Мандат предсједника престаје када мандат за који је он био изабран истекне или у случају опозива или оставке. Предсједник може да буде опозван од стране Скупштине, а потом Уставни суд треба да одлучи да ли је прекршио одредбе Устава. Поступак за утврђивање повреде Устава покреће се од стране Скупштине.
Предсједник предлаже премијера и врховни је командант Војске. Сједиште Предсједништва је у старој црногорској пријестоници у Плавом дворцу на Цетињу.
Тренутни предсједник је Јаков Милатовић.

## Надлежности
- Представља Црну Гору у земљи и иностранству;
- Командује Војском на основу одлука Савета за одбрану и безбедност;
- Проглашава законе Уредбом;
- Расписује изборе за Парламент;
- Предлаже Скупштини: кандидата за премијера, након консултација са представницима политичких партија заступљених у Скупштини; председник и судије Уставног суда; заштитник људских права и слобода;
- Именује и опозива амбасадоре и шефове других дипломатских представништава Црне Горе у иностранству, на предлог Владе и по прибављеном мишљењу скупштинског одбора надлежног за међународне односе;
- Прихвата писма о акредитацији и опозиву страних дипломата;
- Додјела медаље и признања Црне Горе;
- даје амнестију;
- Обавља и друге послове утврђене Уставом или законом.

## Последњи избори
| Кандидат                        | Кандидат                       | Странка                                   | 1. круг 19. март 2023. | 1. круг 19. март 2023. | 2. круг 2. април 2023. | 2. круг 2. април 2023. |
| Кандидат                        | Кандидат                       | Странка                                   | Гласови                | %                      | Гласови                | %                      |
| ------------------------------- | ------------------------------ | ----------------------------------------- | ---------------------- | ---------------------- | ---------------------- | ---------------------- |
|                                 | Јаков Милатовић                | Европа сад                                | 97.867                 | 28,92                  | 221.592                | 58,88                  |
|                                 | Мило Ђукановић                 | Демократска партија социјалиста Црне Горе | 119.685                | 35,37                  | 154.769                | 41,12                  |
|                                 | Андрија Мандић                 | Демократски фронт                         | 65.394                 | 19,32                  |                        |                        |
|                                 | Алекса Бечић                   | Демократска Црна Гора                     | 37.563                 | 11,10                  |                        |                        |
|                                 | Драгиња Вуксановић Станковић   | Социјалдемократска партија Црне Горе      | 10.669                 | 3,15                   |                        |                        |
|                                 | Горан Даниловић                | Уједињена Црна Гора                       | 4.659                  | 1,38                   |                        |                        |
|                                 | Јован Радуловић                | Независан                                 | 2.574                  | 0,76                   |                        |                        |
| Укупно                          | Укупно                         | Укупно                                    | 338.411                | 100,00                 | 376.361                | 100,00                 |
|                                 |                                |                                           |                        |                        |                        |                        |
| Важећи гласови                  | Важећи гласови                 | Важећи гласови                            | 338.411                | 99,07                  | 376.361                | 98,97                  |
| Неважећи гласови                | Неважећи гласови               | Неважећи гласови                          | 3.169                  | 0,93                   | 3.920                  | 1,03                   |
| Укупно гласова                  | Укупно гласова                 | Укупно гласова                            | 341.581                | 100,00                 | 380.281                | 100,00                 |
| Регистровани гласачи/излазност  | Регистровани гласачи/излазност | Регистровани гласачи/излазност            | 542.154                | 63,00                  | 542.154                | 70,14                  |
| Извор: Државна изборна комисија |                                |                                           |                        |                        |                        |                        |

## Стандарде
- Предсједничка стандарда на земљи
- Предсједничка стандарда на мору